# Joshua Reynolds
Sir Joshua Reynolds (ur. 16 lipca 1723 w Plympton Earl koło Plymouth, zm. 23 lutego 1792 w Londynie) – malarz angielski, portrecista, tworzył także obrazy historyczne, mitologiczne i pejzaże. Jeden z założycieli i pierwszy przewodniczący Królewskiej Akademii Sztuki (1768–1790).

## Życiorys
Joshua Reynolds w wieku 17 lat został przyjęty na czteroletnią praktykę w Londynie do pracowni Thomasa Hudsona, malującego konwencjonalne portrety. Po trzech latach powrócił jednak w rodzinne strony. Jego ówczesne portrety marynarzy ujawniały brak doświadczenia. Młody artysta przeniósł się więc w 1744 ponownie do Londynu, aby przez kolejne dwa lata uczyć się z płócien starych mistrzów i kształcić swój indywidualny styl polegający na śmiałych pociągnięciach pędzla i użyciu impastów. Przykładem pracy z tego okresu twórczości jest portret kapitana Johna Hamiltona (ok. 1746).
Będąc znów w Devonie w 1746, rozpoczął malowanie grupowego portretu rodziny Eliot. Obraz ten wskazuje inspirację dużym portretem rodziny Pembroke (1634–35) autorstwa barokowego artysty, Antoona van Dycka, którego styl wpłynął znacząco na XVIII-wieczne angielskie malarstwo portretowe.
Podczas dwuletniego pobytu w Rzymie Reynolds studiował starożytne rzeźby i malarstwo włoskie. Wiedza wyniesiona z owych studiów miała wpływ na całą jego późniejszą twórczość. Wracając do Anglii poprzez Florencję, Bolonię i Wenecję miał również okazję zapoznać się z płótnami renesansowych malarzy weneckich – Tycjana, Tintoretta i Veronese. Weneckie malarstwo skupiające uwagę na kolorze i efektach światłocieniowych także wywarło trwały ślad na jego stylu, chociaż ucząc młodych artystów kładł nacisk na rzeźbiarską definicję formy charakterystyczną dla szkoły florenckiej i rzymskiej.
Od 1753 do końca życia Reynolds mieszkał i pracował w Londynie. Od początku swojego pobytu w stolicy otrzymywał wiele zamówień na portrety. Wkrótce musiał zatrudnić pracowników do swojej pracowni by móc uporać się z nawałem pracy. Obrazy z tego okresu miały w sobie dużo energii i naturalności, co widać np. w Portrecie Augustusa Keppela (1752–53). Poza modela nawiązuje do układu ciała Apolla Belwederskiego, antycznej kopii hellenistycznego posągu. Jednakże ukazanie portretowanej osoby (oficera marynarki) kroczącej wzdłuż nadbrzeża wprowadza w nową tradycję do angielskiego malarstwa portretowego. W tych pierwszych latach w Londynie wpływy weneckie w twórczości Reynoldsa były najbardziej widoczne w takich obrazach, jak: Portret lorda Cathcarta (1753/54), czy Portret lorda Ludlowa (1755). Za urok i wnikliwą obserwację cenione są dzieła, jak: Portret Nelly O'Brien (1762–64) czy Georgiana, hrabianka Spencer, z córką (1761).
W latach 60. XVIII stulecia styl Reynoldsa stał się bardziej klasyczny i stracił na śmiałości. Artysta tworzył pod wpływem barokowego malarstwa XVII-wiecznej szkoły bolońskiej, a także interesował się grecko-rzymskim antykiem, podobnie jak znaczna część Europy w tym czasie. Pozy i ubrania modeli przybierały sztywno antyczny wzorzec, co prowadziło do utraty pewnej empatii i zdolności oddania uczuć modela widocznej we wcześniejszych obrazach.

## Wybrane dzieła
| nr | tytuł                                    | czas powstania       | technika i wymiary                  | miejsce przechowywania              | ilustracja |
| 1. | Portret Augustusa Keppela                | 1752–53              | olej na płótnie, 239 × 147,5 cm     | National Maritime Museum, Greenwich |            |
| 2. | Pułkownik Acland i lord Sydney: Łucznicy | 1769                 | olej na płótnie, 236 × 236 cm       | Tate Britain, Londyn                |            |
| 3. | Portret Nelly O'Brien                    | 1762–64              | olej na płótnie, 126 × 110 cm       | Wallace Collection, Londyn          |            |
| 4. | Dziewczynka z truskawkami                | lata 70. XVIII wieku | olej na płótnie, 76 × 63 cm         | Wallace Collection, Londyn          |            |
| 5. | Lady Elizabeth Delma i jej dzieci        | 1777–79              | olej na płótnie, 238,40 × 147,20 cm | National Gallery of Art, Waszyngton |            |
| 6. | Portret Charlesa Jamesa Foxa             | ok. 1783             | olej na płótnie, 76 × 63,5 cm       | Zamek Królewski na Wawelu, Kraków   |            |
| 7. | Portret lorda Heathfielda                | 1787                 | olej na płótnie, 142 × 113,5 cm     | National Gallery, Londyn            |            |